# Żukowce
Żukowce (Mesostigmata syn. Gamasida) – grupa roztoczy (Acari), należąca do Parasitiformes. Obejmuje w większości roztocze wolnożyjące, zamieszkujące ściółkę lasów oraz innych środowisk, gdzie odgrywają bardzo istotną rolę, będąc ważnym ogniwem sieci troficznych tychże środowisk. Są to również pasożyty zewnętrzne i wewnętrzne lądowych bezkręgowców oraz kręgowców, w tym wielu ptaków i ssaków. Obecnie do Mesostigmata zalicza się drapieżne Gamasina oraz saprofagiczne Uropodina.
Para stigm z tyłu bioder trzeciej pary odnóży lokomocyjnych.
Roztocze glebowe są obiektem zainteresowań pedobiologii.